# Grand Prix de Fourmies 1994
La 62e édition du Grand Prix de Fourmies a eu lieu le 11 septembre 1994. Elle a été remportée par l'Italien Andrea Tafi.

## Classement final
Andrea Tafi remporte la course en parcourant les 210 kilomètres en 5 h 4 min 30 s à la vitesse moyenne de 41,379 km/h.
| \| Classement général \| Classement général \| Classement général \| Classement général \| Classement général \| \| Coureur \| Coureur \| Pays \| Équipe \| Temps \| \| ------------------ \| ------------------- \| ------------------ \| --------------------------------------- \| ------------------ \| \| 1er \| Andrea Tafi \| Italie \| Mapei-CLAS \| 5 h 04 min 30 s \| \| 2e \| Gianluca Bortolami \| Italie \| Mapei-CLAS \| + 9 s \| \| 3e \| Gianluca Gorini \| Italie \| Jolly Componibili-Cage \| + 11 s \| \| 4e \| Giovanni Fidanza \| Italie \| Polti-Vaporetto \| + 11 s \| \| 5e \| Mario Traversoni \| Italie \| \| + 11 s \| \| 6e \| Frédéric Moncassin \| France \| Wordperfect \| + 11 s \| \| 7e \| Maximilian Sciandri \| Italie \| GB-MG Boys Maglificio-Technogym-Bianchi \| + 11 s \| \| 8e \| Wilfried Nelissen \| Belgique \| Novemail-Histor-Laser Computer \| + 11 s \| \| 9e \| Wim Omloop \| Belgique \| Lotto \| + 11 s \| \| 10e \| Adrie van der Poel \| Pays-Bas \| Collstrop-Willy Naessens \| + 58 s \| |                     |          |                                         |                 |
| |                     |          |                                         |                 |
| Source : Cycling Archives |                     |          |                                         |                 |
| Classement général |                     |          |                                         |                 |
| Coureur | Coureur             | Pays     | Équipe                                  | Temps           |
| 1er | Andrea Tafi         | Italie   | Mapei-CLAS                              | 5 h 04 min 30 s |
| 2e | Gianluca Bortolami  | Italie   | Mapei-CLAS                              | + 9 s           |
| 3e | Gianluca Gorini     | Italie   | Jolly Componibili-Cage                  | + 11 s          |
| 4e | Giovanni Fidanza    | Italie   | Polti-Vaporetto                         | + 11 s          |
| 5e | Mario Traversoni    | Italie   |                                         | + 11 s          |
| 6e | Frédéric Moncassin  | France   | Wordperfect                             | + 11 s          |
| 7e | Maximilian Sciandri | Italie   | GB-MG Boys Maglificio-Technogym-Bianchi | + 11 s          |
| 8e | Wilfried Nelissen   | Belgique | Novemail-Histor-Laser Computer          | + 11 s          |
| 9e | Wim Omloop          | Belgique | Lotto                                   | + 11 s          |
| 10e | Adrie van der Poel  | Pays-Bas | Collstrop-Willy Naessens                | + 58 s          |